# 2510 Шаньдун
2510 Шаньду́н (2510 Shandong) — астероїд головного поясу, відкритий 10 жовтня 1979 року.
Тіссеранів параметр щодо Юпітера — 3,594.
Названо на честь провінції Шаньдун (КНР).